# گاوریلوفکا (شهرستان کوگارچینسکی، باشقیرستان)
گاوریلوفکا (انگلیسی: Gavrilovka, Kugarchinsky District, Republic of Bashkortostan) یک شهرک در شهرستان کوگارچینسکی جمهوری باشقیرستان در کشور روسیه است.